# 強迫/ロープ殺人事件
『強迫/ロープ殺人事件』（きょうはく/ろーぷさつじんじけん、Compulsion）は、1959年のアメリカ映画。別題は『動機なき殺人』。
レオポルドとローブの事件を題材にした作品。

## ストーリー
アーティ・ストラウスとジャド・スタイナーは、完全犯罪を成し遂げるべく一人の少年を殺害した。しかし、スタイナーが現場に眼鏡を置き忘れたことで二人の犯行が明らかになり逮捕された。そして裁判にかけられた二人の少年の弁護は高名な弁護士であるジョナサン・ウィルクが担当することになった。

## キャスト
| 役名                 | 俳優                         | 説明       |
| -------------------- | ---------------------------- | ---------- |
| ジョナサン・ウィルク | オーソン・ウェルズ           | 弁護士     |
| ルース・エヴァンス   | ダイアン・ヴァーシ           |            |
| ジャド・スタイナー   | ディーン・ストックウェル     | 学生、犯人 |
| アーティ・ストラウス | ブラッドフォード・ディルマン | 学生、犯人 |
| ヘロルド・ホーン     | E・G・マーシャル             | 地区検事   |
| シド・ブルックス     | マーティン・ミルナー         |            |
| マックス・スタイナー | リチャード・アンダーソン     |            |

## 受賞歴
- 1959年（第12回）カンヌ国際映画祭
  - 男優賞（オーソン・ウェルズ、ディーン・ストックウェル、ブラッドフォード・ディルマン）[2]